# Yūsha
Yūsha (勇者? lett. "Eroe") è un singolo del duo giapponese Yoasobi, tratto dal loro terzo EP, The Book 3. È stato pubblicato il 29 settembre 2023 tramite Sony Music Entertainment Japan e funge da sigla di apertura della serie televisiva anime Frieren - Oltre la fine del viaggio. La canzone è stata scritta da Ayase ed è basata sul racconto Sōsō di Jirō Kiso.

## Descrizione
A settembre 2022 è stato annunciato per la prima volta un adattamento anime del manga Frieren - Oltre la fine del viaggio, scritto da Kanehito Yamada e disegnato da Tsukasa Abe. Un anno dopo, il 1º settembre 2023, è stato pubblicato il terzo trailer dell'anime, che ha anticipato che la sigla di apertura e quella di chiusura sono Yūsha degli Yoasobi ed Anytime Anywhere di Milet. Lo stesso giorno, il duo ha anche annunciato il loro terzo EP, The Book 3, in uscita il 4 ottobre, di cui Yūsha appare come prima traccia. La canzone è stata tratta dal racconto Sōsō di Jirō Kiso, ed esprime l'atmosfera solitaria e malinconica dell'anime, incorporando i cambiamenti emotivi e i ricordi del personaggio principale, Frieren, nei confronti dei coraggiosi.
Prima dell'uscita, gli Yoasobi e Milet sono apparsi sullo schermo all'evento di proiezione in anteprima del primo episodio dell'anime, avvenuto il 23 settembre. Il giorno dopo sono stati intervistati sui temi della puntata durante l'episodio speciale dello spettacolo mattutino Zip!, avvenuto in collaborazione con l'anime. Hanno anche rilasciato un'intervista sull'episodio anche alla rivista Oggi, che la inserirà nell'edizione di novembre. Il 27 settembre, il duo ha annunciato che Yūsha sarebbe stato pubblicato come singolo sulle piattaforme di musica digitale e di streaming nei due giorni successivi, lo stesso giorno sia della messa in onda del primo episodio della durata di due ore, sia della pubblicazione del video musicale, diretto da Keiichiro Saitō, che è avvenuto alle 23:00 JST.

## Classifiche

### Classifiche settimanali
| Classifica (2023) | Posizione massima |
| ----------------- | ----------------- |
| Hong Kong         | 13                |
| Giappone          | 3                 |
| Taiwan            | 4                 |